# Université de Mobile
L'université de Mobile (en anglais : University of Mobile) est une université privée chrétienne évangélique baptiste, située à Prichard, près de Mobile, dans l'Alabama aux États-Unis.  Elle est affiliée à la Alabama Baptist Convention (en) (Convention baptiste du Sud).

## Histoire
L'université a été fondée en 1961 par la Alabama Baptist State sous le nom de Mobile College.  En 1993, le college a pris le nom d’University of Mobile. Pour l'année 2018-2019, elle comptait 1,885 étudiants.

## Affiliations
Elle est affiliée à la Alabama Baptist Convention (en) (Convention baptiste du Sud) .

## Campus

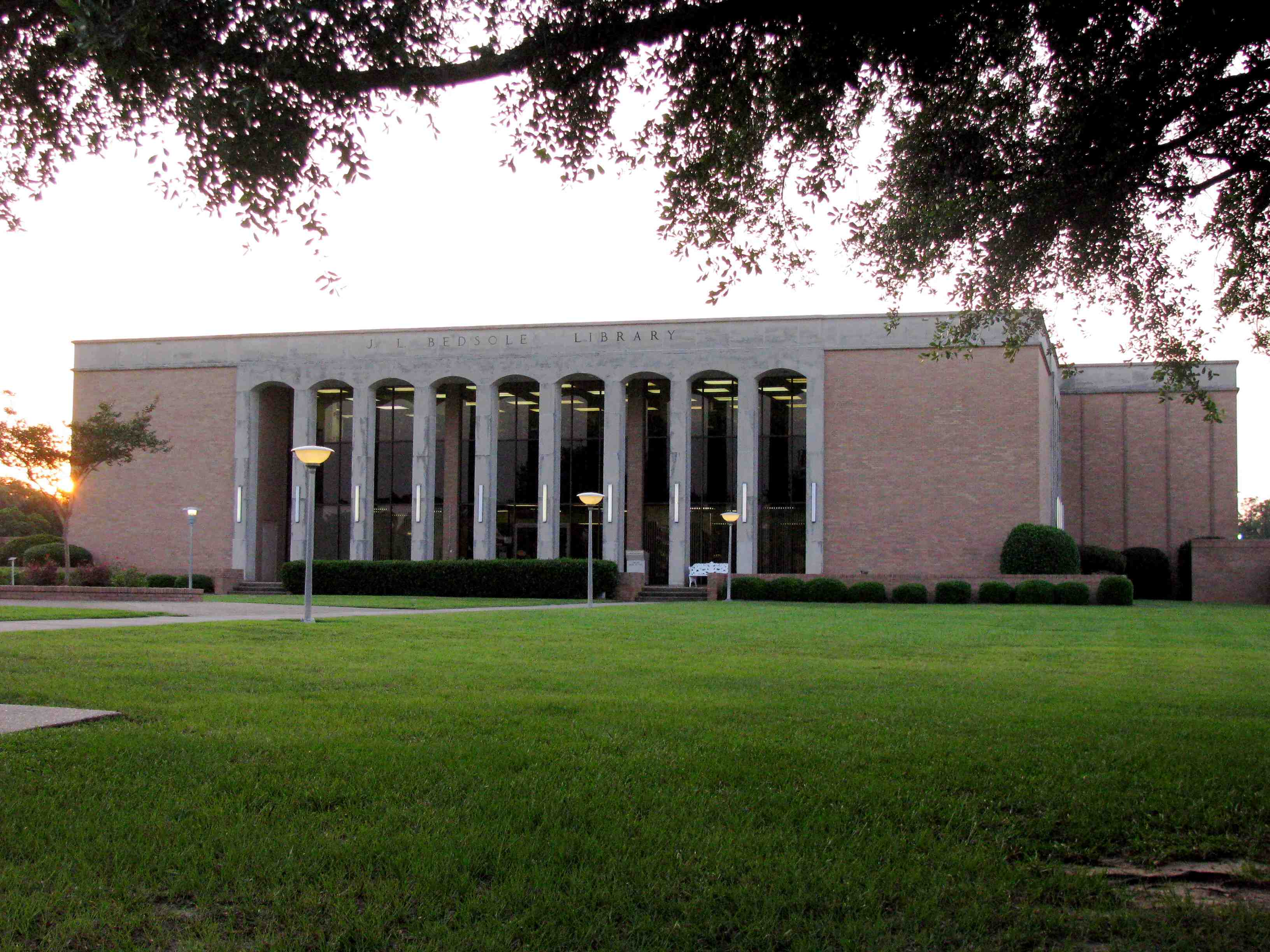
Bedsole Library
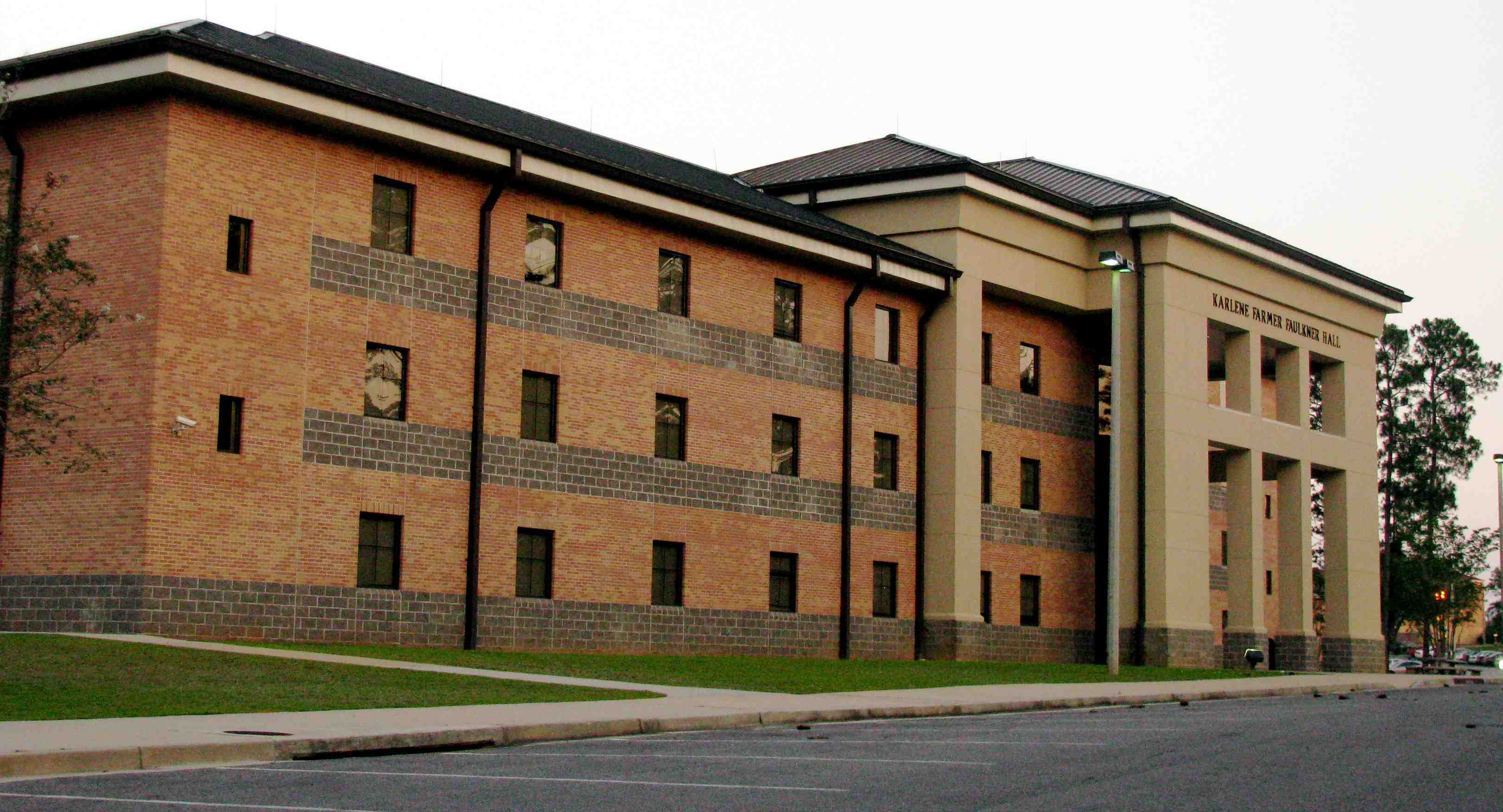
Faulker Hall
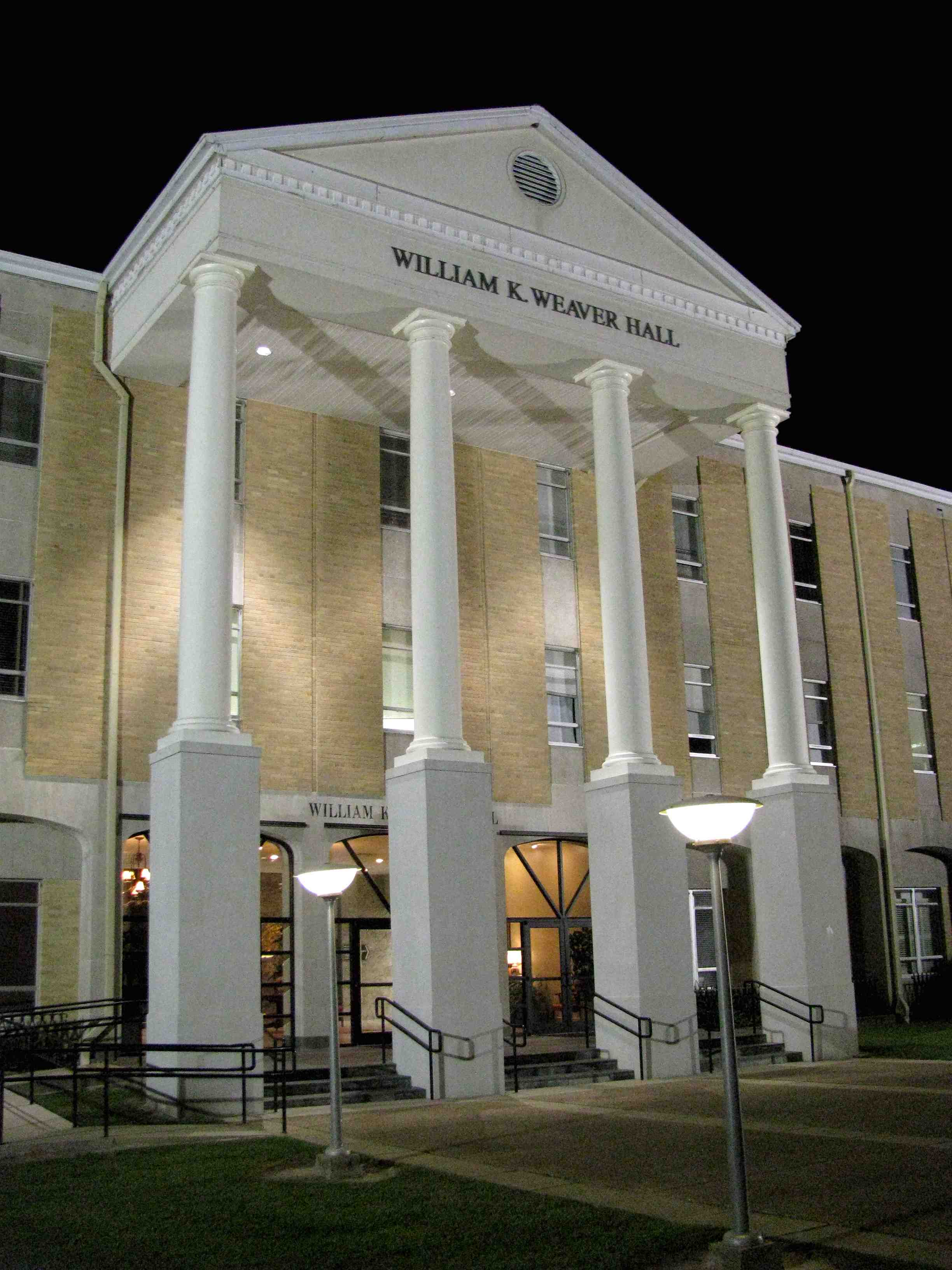
Weaver Hall